# Karin Bergman
Karin Bergman, född Åkerblom den 4 november 1889 i Hedemora, död 13 mars 1966 i Stockholm, var en svensk prästfru. Hon var dotter till civilingenjören Johan Åkerblom (1844–1919) och Anna, född Calwagen (1864–1934), dotterdotter till Ernst Gottfried Calwagen, sondotterdotter till Pehr Calwagen samt mor till diplomaten Dag Bergman, filmregissören Ingmar Bergman och författaren Margareta Bergman och gift med prästen Erik Bergman.

## Uppväxt och utbildning
Karin Bergman växte upp i Hedemora och Uppsala. 1910 började hon som sjuksköterskeelev vid Nya Barnsjukhuset i Göteborg. Samma år började hon skriva i sin dagbok "Min bok". Under hösten 1911 och våren 1912 var hon elev på Röda Korsets sjuksköterskeutbildning i Stockholm på Sabbatsbergs sjukhus. I ett brev till sin mor daterat Sabb. natten 15-16 mars 1912, skriver hon att hon känner sig "kry och pigg alltjämt" och att hon har "vanligen dagen uträknad på minuten till man på aftonen antingen går upp i vak eller kryper i säng fortast möjligt. Är det inte själva lektionerna, så är det alltid förberedelse till dem." och att hon allt som oftast får vara nere på stora operation och hjälpa till och att hon tror att det blir roligt att få stå på en operationssal. Kort efteråt blev hon sjuk med TBC i körtlar och måste avbryta arbete och utbildning. 1949 skriver hon i sin dagbok "Just nu går jag mycket på sjukhusen, då jag har lite tid. Många ensamma väntar. När jag får gå bland sjuka så svider det i mig ibland att jag ej fick bli sköterska."
Först 1938 togs den paragraf bort som hindrade stat och kommun att anställa gifta kvinnor.

## Äktenskap
Sommaren 1907 hade sysslingarna Karin Åkerblom och Erik Bergman träffats för första gången och 1910 bestämde de sig för varandra. När Karin blev frisk och Erik klar med sin prästutbildning och fått tjänst som pastorsadjunkt i Valbo, Forsbacka gifte de sig hösten 1913 i Uppsala. Året efter bröt första världskriget ut. I det gamla brukssamhället var en del mot mobiliseringen och mot militarism. Som prästfru fick Karin mycket arbete och hade ett hem som alltid måste vara öppet för besökare. Det första året var ljust med första barnet, Dag, född under hösten. Men 1916 var Karin överansträngd och måste resa bort för att vila, ett mönster som sedan skulle upprepas, och hon och Erik hade en allvarlig äktenskapskris.
1918 började Erik Bergman som pastorsadjunkt i Hedvig Eleonora församling i Stockholm. Det var svår bostadsbrist och under ett par år var de tvungna att bo i företrädarens mörka våning på Skeppargatan i gårdshuset. Erik skriver att värden var otrevlig och att det fanns många sådana i Stockholm som under krigsåren "gjorde sig oskälig vinning af den rådande bostadsbristen". Deras andra barn, Ingmar, föddes i juli 1918. Den sommaren härjade spanska sjukan och familjen smittades men alla blev friska. 1919 dog Karin Bergmans far 75 år gammal. 1922 i augusti föddes deras sista barn, Margareta. 1924 i mars skriver Karin Bergman till sin mor att hon endast ville stanna kvar hos Erik som barnens mor och vän till Erik om det gick. När hon var i Dalarna mötte hon en ung man, Thomas, som studerade och han blev hennes stora kärlek.
Hösten 1924 började Erik som sjukhuspräst på Sophiahemmet och de flyttade till Sophiahemmets prästgård. 1927 skriver Karin Bergman att deras äktenskap blivit likt Strindbergs pjäser efter att hon berättat om sin kärlek till Thomas. Våren 1931 blev Karin mycket sjuk och var nära att dö. När hon var konvalescent i Dalarna möttes hon och Thomas åter och de umgicks dagligen i nästan tre veckor. De kom sedan bara att mötas tillfälligtvis och Thomas gifte sig i början av 1933. I juni dog Karins mor 70 år gammal.

## Liv som kyrkoherdehustru
År 1934 hade Erik Bergman valts till kyrkoherde i Hedvig Eleonora församling och de flyttade till den stora ljusa kyrkoherdevåningen i församlingens hus mittemot Hedvig Eleonora kyrka, där även expeditionen, församlingslokaler och två andra prästvåningar låg. 1937 började Karin skriva dagligen i mindre dagböcker som kom att bli 30 stycken och fortsatte sporadiskt skriva i "Min bok" som hon höll hemlig. Karin hade mycket arbete inom församlingen och det stora hushållet. Det var hembesök, församlingsaftnar, bibelstudiecirklar, möte med prästfruarnas förening osv och hon och Erik hade många gäster. Hon frågade sig ofta var hon hörde hemma och kände en främlingskänsla som tilltog med åren och kunde känna sig som ett bihang till Erik.
Det var Erik som hade uppmärksamheten som kyrkoherde. Han hade mycket arbete med gudstjänsterna, sina predikningar och oro för dem. Ibland kunde han ha flera förrättningar på en dag som vid jul- och nyårshelgen. 31.12.1937 "Erik hade Vigilian och när alla de andra utom Nitti (Margareta) och jag gingo i Vigilian så tände vi alla ljus i fönstren och så vaktade vi ljusen i stillhet. Nitti kom in i sin nattrock strax innan 12-slaget ljöd, och så läste vi tillsammans:"Så går en dag ifrån vår tid och kommer icke mer".
I september 1938 firade Karin och Erik ensamma sin silverbröllopsdag i Dalarna och de fick en god lycklig dag med avbrott från konflikter och spänningar och oro för ett växande krigshot ute i världen. 
23.9 "Överallt står världen färdig till krig. Det är fruktansvärt att vara människa nu och att ha barn, som just stå färdiga att börja livet. 24.9 "Alltjämt stor politisk spänning. Ett par gånger om dagen kilar jag in till mina snälla grannar, trädgårdsmästarens för att höra nyheterna i deras radio." 11.11 "Återigen är det fruktansvärt ute i världen. Judeförföljelser i Tyskland av fruktansvärda mått." 15.12 "Brev från Winters i Berlin om hennes gosse Dieter, som hon vill vi skall göra något åt. Varför är livet så sammansatt, varför får man inte följa en varm impuls?"

## Under krigets skugga
25.3.1939 "Idag har dagen haft färg av ankomsten av vår tyska unga flykting Dieter" en ung gosse på 17 eller 18 år.
I september bröt andra världskriget ut. 
5.9 "En förfärlig dag. Allt rivs itu både i den stora världen runt om en och den lilla världen". Mellan Erik och Ingmar var ett stort uppträde denna dag och nästa dag den 6:e gav sig Ingmar hemifrån på morgonen innan någon märkte det. En vecka senare den 13:e fick Erik ett brev från Ingmar vars innehåll gjorde Karin mycket ledsen "men Dag kom hem och lossade för en gångs skull på järnbanden och talte till mig". 1954 skriver hon "En gång var jag i stor vånda, då Ingmar rymt hemifrån. Då kom Dag hem från Uppsala och bad mig att försöka ta upp livet på nytt för hans skull."
Dieters far dog och samma dag som han begravdes i Tyskland höll Erik en minnesstund med Dieter i kyrkan. 30.9 skriver Karin om Dieters ångest för sin judiska mor, men 1940 lyckades de få henne till Sverige och Karin skriver sista april 1940 att Dieter, Margareta och Dieters mor var på Skansen, medan hon och Erik lyssnade på radion på Uppsalastudenternas sång och tal till våren.
I början av december 1939 fick Karin och Ingmar kontakt igen på grund av hans mobilisering. Han blev sjuk och fick stanna hemma och vårdas av Karin.
Nyårsaftonen 1939:"Sista dagen på året är en söndag och det ger mer stillhet och ro åt dagen än man eljest brukar få. - Vi ha varit många samlade både till middag och hela aftonen och kvällen. Allt har gått lugnt, om också luften omkring Ingmar oftast är fylld av spänning. Vid 1/2 12 tiden kommo Skoglunds och Mosin Åkerhielm upp. Ljusen brunno i alla fönster och de sista ljusen i granen höllo på att brinna ner. Vi sutto inne i Eriks rum till sist. Erik läste och vi sjöngo tillsammans." "När det nya året gått in, togo vi i ring och Erik sade "Så önska vi ett gott nytt år, och så tänka vi på Hans (Åkerhielm) och Dag i Finland."
6.3.1940 "I afton har Dieter berättat förfärliga saker från Tyskland. En släkting nyss kommen därifrån. Världen är förvisso i den ondes våld just nu." 
22.4.1941 "I morse stod det i tidningarna om studentteaterns strålande framgång i Köpenhamn. Tänk, att det är Ingmar som står bakom det." Danmark var ockuperat men danskarna hade fortfarande kvar en viss frihet. Från 1942 började det ändras och 1943 tog tyskarna kontroll helt över landet. 19.9. "Vad som i dessa dagar sker i Norge och Oslo särskilt är värre, mycket värre, än kriget i Finland. Tänk alla dessa som få livstids straffarbete och nu föres till tukthus i Tyskland. Jag tänker särskilt på Fredrik Ramm. 
1945 tog kriget slut. 31.7.1945 "tiden som kommer blir rödare och radikalare än vi ana, det är nog visst. Chuchills fall som premiärminister i England säger oerhört."

## Åren från 50 och framåt
Familjelivet var fortsatt ofta tungt. Karin bar på en oro och var rastlöst verksam. Hon var oroad för sina barn och ville alltid ha en tät kontakt. Margareta började studera i Uppsala efter studentexamen och klarade studierna bra men fick problem. 10.10.1945 "Bud från Uppsala att Nitti fått ett nervsamanbrott och att hon förts till Samariterhemmet. Jag har bara väntat detta."
Leksand 18.1.1947 "Idag har blixten liksom slagit ner i oss." När Karin och Margareta var för sig själva berättade Margareta att hon var med barn med sin pojkvän PD. 19.1 "I afton har Nitti ringt till P.D. som nu skall komma hit på måndag." 21.1 "Idag har P.D. varit här." "En ytterligt vemodig dag är gången, där två människor gått åt var sitt håll. Men Nitti får stå kvar och ta de konsekvenser som blir." Margareta åkte med Erik tillbaka till Stockholm för att få hjälp av deras läkare. Läkaren tvekade, Margareta tvekade och Karin reste ner. 8.2 "Samtal med prof. Svartz." 11.2 "På aftonen 1/2 7 talat vid Svartz, som nu tycks försöka att ordna med läkare och myndigheter." "sen' skulle jag tala med Nitti. Ej lätt." För Karin och Erik var det långt från de normer de växt upp med att få barn utanför äktenskapet, med att leva tillsammans utan att var gift, men med Ingmar måste de acceptera det.
Karin följde med intresse Ingmars arbete först med teater och sedan även film och hon fick ibland läsa manus. Karin kunde vara kritisk men blev oftast positiv när hon såg det färdiga resultatet.
21.1.1940 "På kvällen "Svarta handsken" genomförd av scenstudion från Mäster Olofsgården i Ingmars regi.Verkligt fin." 15.2.1940 "I afton ha Erik och jag varit nere och sett Ingmars scenstudio spela "Mannen som fick leva om sitt liv" av Pär Lagerkvist. Fin och djup!" 27.8.1941 "I dag står Ingmars porträtt och en lång spalt om "regissör Bergmans" arbete på den nya sagoteatern." 24.9.1942 "I kväll ha' Dieter och jag varit på Studentteatern och sett Ingmars eget drama "Kasper". Det är på samma gång oerhört frånstötande och djupt gripande. Det är helt enkelt han själv." 3.3.1943 "Vi ha i afton varit på Ingmars sista pjäs d.v.s. den som han regisserat. En dansk pjäs av Soya." (Carl Erik Soya) "Ett faktum är nog att han är en verklig stor begåvning på sitt område." "Men ännu längtar jag efter något innerligare."  Både Karin och Erik tyckte om filmen Hets (1944) som Ingmar skrivit manus till och Sommaren med Monika (1953) tyckte Karin var ett stycke levande liv och att den var en av Ingmars starkaste filmer. 21.9.1954 lyssnade de på radio på pjäsen ""Trämålning" en moralitet av Ingmar på radio. Jag blev på något sätt gripen av stämningen och det underbart vackra språket. Det hela var som en bisarr och vacker dikt." I februari 1963 var Karin och Erik och såg filmen Nattvardsgästerna. Erik blev mycket tagen och upplevde något av sin egen prästtid i Forsbacka. I oktober var Karin på Dramaten och såg Ingmars tre timmar långa uppsättning av Vem är rädd för Virginia Wolf? "en oerhört hemsk äktenskapshistoria men spelad så genom flera timmar att man sitter andlöst lyssnande." 14.2.1966 skriver Karin om de positiva recensionerna av Ingmars premiär på Peter Weiss pjäs Ransakningen.

## Den sista sjukdomen
I ca tolv år levde Karin Bergman med dåligt hjärta. Under den tiden blev Erik pensionerad från kyrkoherdetjänsten i Hedvig Eleonora (men fortsatte som hovpredikant) och de måste lämna prästvåningen. Karin skriver den 12.3.1954 "I dag bestämts, att vi ska få våningen Storgatan 19 efter gamla Ström och lämna ämbetet till hösten." Det var bostadsbrist i Stockholm och det mesta var hyreslägenheter. I maj 1955 hade de avskedsmiddag för prästerskapet, kyrkvärdar och medarbetare. 13.10.1960 "I afton har jag varit på min gamla syförening, men främlingskänslan är stor." 20.4.1962 "Långfredag, Erik har idag predikat på Skansen."
I maj 1963 var Karin i Leksand och gick där hon och Thomas gått och mindes honom.
Karin kände sig isolerad i den nya våningen som inte hade utsikt över något grönt. Hösten 1965 var de tvungna att leta efter en ny våning eftersom huset skulle rivas. Efter lång väntan fick de klart en våning de skulle flytta till och som Karin kände sig glad åt. Erik blev sjuk 1966 och opererades på Sabbatsberg och för att Karin inte skulle ligga ensam under nätterna i det allt tomare huset låg en syster över hos Karin, så som Erik önskade det. Operationen gick bra. 
8.3.1966 "Hos Erik som vanligt, och det låter som om han ännu ett tag fick stanna, vilket är skönt. Så ringde Ingmar på aftonen, satt jour på teatern och bad mig komma ner, och nu har vi setat ett par timmar och talat, och allt vad jag anade är sant. Måtte de komma igenom alltsammans!" Ingmar var då gift med Käbi Laretei.
9.3 "I kväll har jag fått en underbar stor azalea från Ingmar, som Lenn kom upp med. Och själv har han ringt och tackat för igår. Handlade jag rätt, när jag så tyst hörde på allt, som han berättade. Men jag visste ju, att i samma stund, som jag på något sätt moraliserade, stänger jag vägen mellan oss."
10.3 "Idag har jag varit ute på Karolinska för att ta E.K.G och blodprov. Sen' helt kort hos Erik, då jag är litet förkyld eller infekterad."
11.3 "Hemma för att vila och Erik ensam på sjukhuset. Men först var Mait här och vi styrde med ett och annat, och sen' kom min lilla nattvakt så snart, att det inte blev mycket av den tysta ensamheten."
Den 12.3 har Karin inte skrivit någon dagboksanteckning och under natten fick hon sista hjärtattack och dog under förmiddagen den 13:e. Erik Bergman levde fyra år till och flyttade till den nya våningen.
Karin Bergmans namn har förekommit i media eftersom hon var mor till Ingmar Bergman. Hon gestaltas med namnet Anna av Pernilla August i Ingmar Bergmans film Den goda viljan. Hennes dagböcker utgavs 2003 av Birgit Linton-Malmfors, på Carlssons förlag. Ett av hennes barnbarn, Veronica Ralston, har drivit tesen att Karin Bergman inte var biologisk mor till Ingmar Bergman, och Ralston begärde därför en DNA-undersökning av Rättsmedicinalverket (RMV). Deras primära testresultat var att Ralston och Ingmar Bergman inte var släkt på mödernet. Senare visade det sig att testet var kontaminerat av DNA från en anställd vid RMV, varför resultatet var ogiltigt. Hon betraktas därmed alltjämt som hans mor.